# Paiçandu (Paraná)
Paiçandu est une municipalité brésilienne située dans l'État du Paraná.